# Dimitrios Plapoutas
Dimitrios Koliopoulos Plapoutas (in greco: Δημήτρης Κολιόπουλος Πλαπούτας; 15 maggio 1786 – 5 luglio 1864) è stato un generale greco.
Ha combattuto durante la Guerra d'indipendenza greca contro il dominio dell'Impero ottomano.